# Dichaea ochracea
Dichaea ochracea är en orkidéart som beskrevs av John Lindley. Dichaea ochracea ingår i släktet Dichaea och familjen orkidéer.
Artens utbredningsområde är Guyana. Inga underarter finns listade i Catalogue of Life.